# McDonnell Douglas

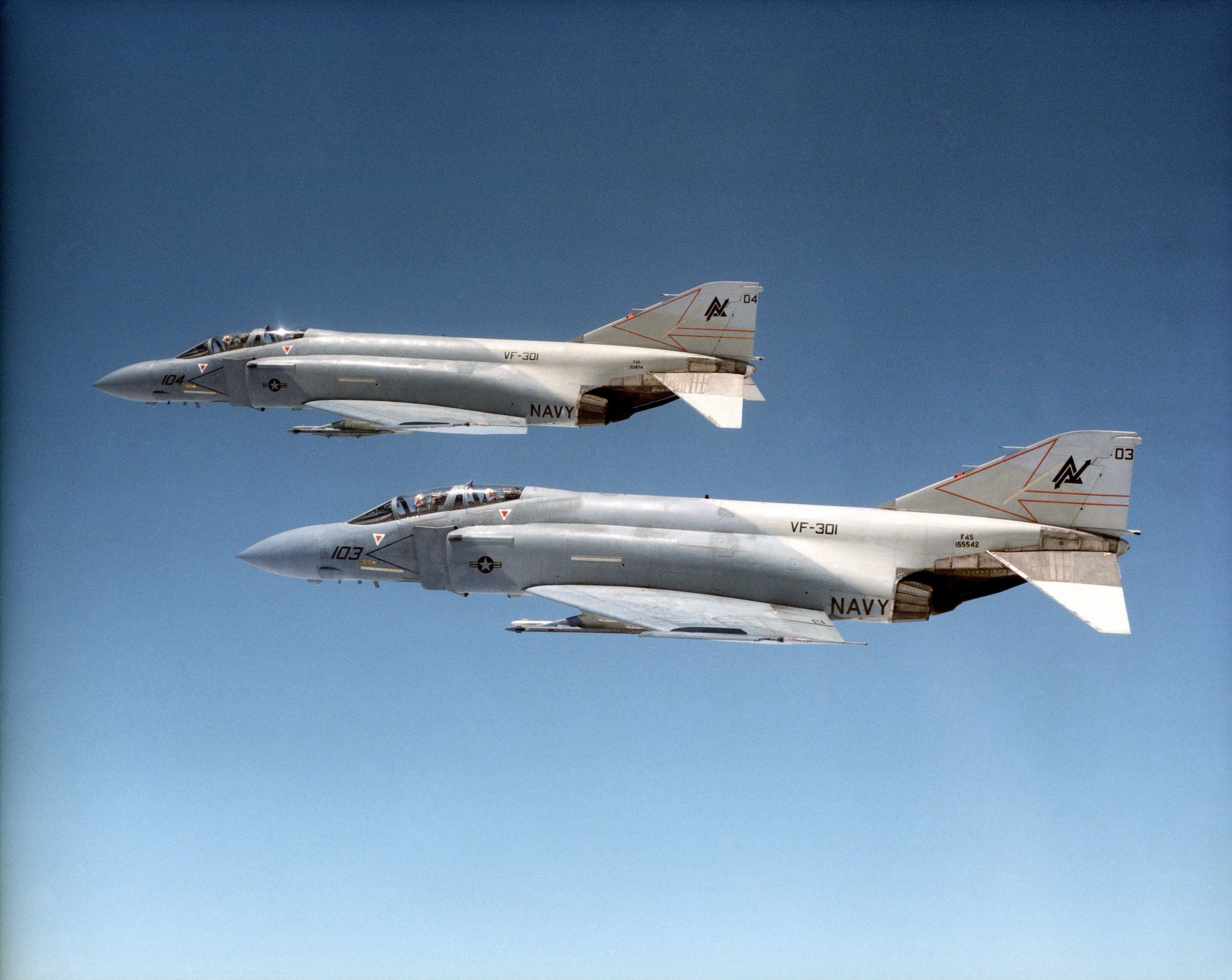
McDonnell Douglas F-4 Phantom II

McDonnell Douglas byl americký výrobce letadel. Vyráběl řadu různých komerčních a vojenských letadel. Firma se v roce 1997 sloučila s Boeingem a vznikla The Boeing Company.

## Historie

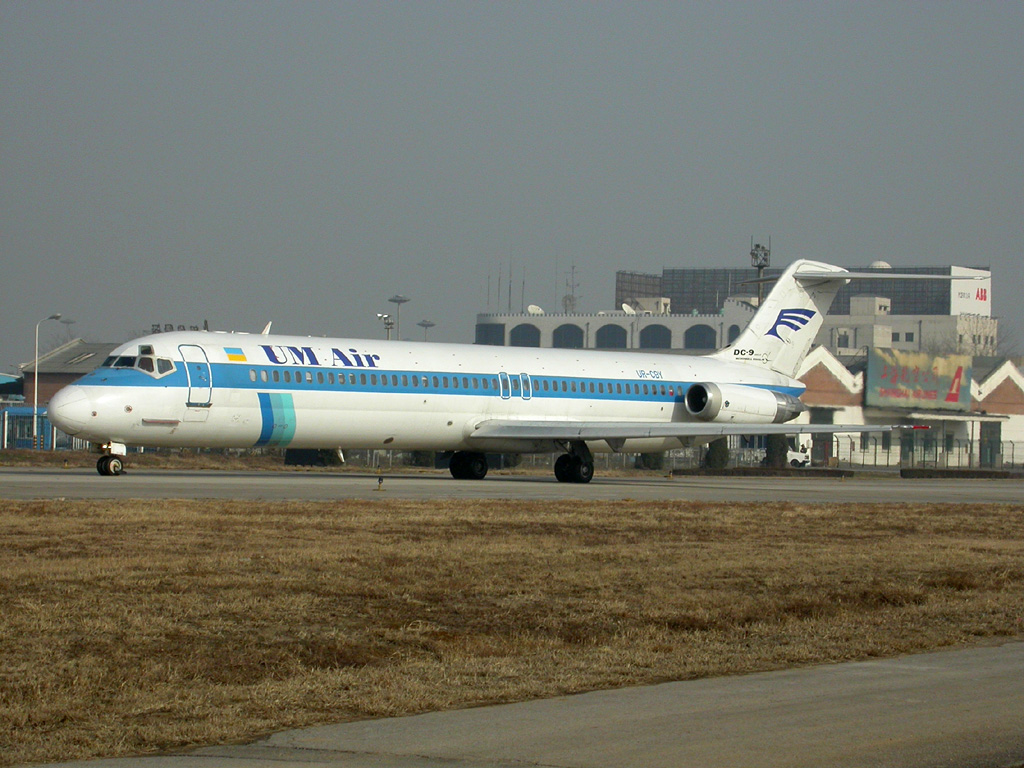
McDonnell Douglas DC-9

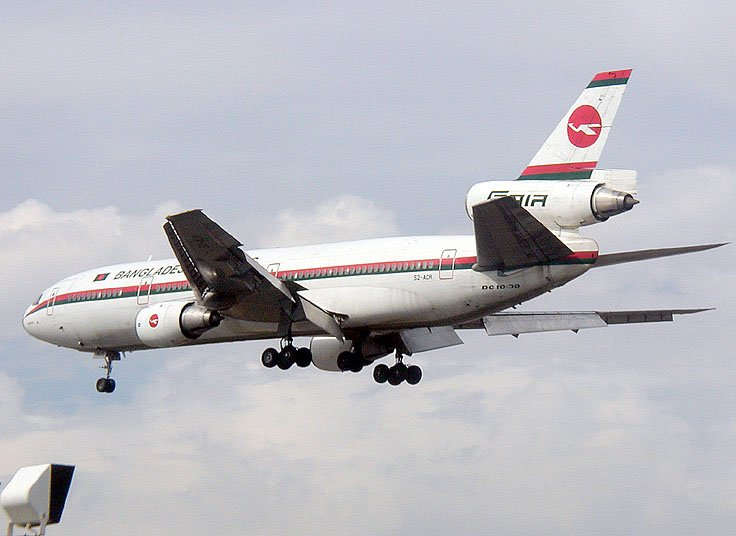
McDonnell Douglas DC-10

Společnost byla založena z firem Jamese Smitha McDonnella a Donalda Willse Douglase. Oba muži byli původem Skoti. Douglas byl šéf inženýr v Glenn L. Martin Company. Když tuto společnost Douglas opustil, založil Davis-Douglas Company v roce 1920 v Los Angeles. V roce 1921 vykoupil svůj podíl ve firmě a přejmenoval ji na Douglas Aircraft Company.
McDonnell založil J.S. McDonnell & Associates v Milwaukee v roce 1928. Jeho plán byl produkovat osobní letadla, ale v roce 1929 jeho společnost zkrachovala. Šel tedy pracovat do Glenn L. Martin, odkud v roce 1938 odešel a zkusil založit opět svou vlastní firmu. Ta se jmenovala McDonnell Aircraft Corporation.
Druhá světová válka byla hlavním příjmem pro Douglase. Jeho společnost vyprodukovala mezi lety 1942 a 1945 skoro 30 000 letadel a jeho pracovní síla stoupla na 160 000.
Po válce Douglas pokračoval ve výrobě nových letadel například DC-6 (1946) a DC-7 (1953). Krátce na to přešel na proudový pohon. První proudové stroje byly pro armádu – F3D Skyknight (1948) a F4D Skyray (1951). Douglas také vyrobil komerční proudová letadla – DC-8 (1958). McDonnell také vyvíjel proudová letadla například úspěšný FH-1 Phantom. Stal se hlavním dodavatelem pro námořnictvo Spojených států pro které vyrobil F2H Banshee, F3H Demon, a F-101 Voodoo.
Obě společnosti začaly používat řízené střely. Douglas hlavně rakety vzduch-vzduch. McDonnell vyrobil mnoho střel, např. ADM-20 Quail. McDonnel i Douglas byli jedni z hlavních dodavatelů pro armádu, ale oba měli hospodářské problémy.
Později začaly obě firmy uvažovat o sloučení; došlo k němu nakonec 28. dubna 1967. Nově vzniklá společnost byla nazvána McDonnell Douglas Corporation.

## Sloučení s Boeingem
McDonnell Douglas se sloučil s Boeingem v roce 1997 za 13 miliard dolarů a vznikla The Boeing Company.

## Produkty
- AH-64 Apache
- F-4 Phantom II
- F-15 Eagle
- F/A-18 Hornet
- DC-9
- DC-10
- MD-11
- MD-80 Series
- MD-90
- MD-95